# FC Hlučín
Football Club Hlučín – klub piłkarski mający swoją siedzibę w Hulczynie, w Czechach. Aktualnie uczestniczy w MSFL (III poziom rozgrywkowy).

## Historyczne nazwy
- 1923 - SK Hlučín (Sportovní klub Hlučín)
- 1948 - Sokol Hlučín
- 1953 - DSO Slavoj Hlučín
- 1959 - TJ Hlučín
- 1991 - FC Hlučín